# 1160
| 1160               |
| ------------------ |
| Dødsfald - Fødsler |
|                    |

| Gregoriansk kalender | 1160 MCLX               |
| Ab urbe condita      | 1913                    |
| Armensk kalender     | 609 ԹՎ ՈԹ               |
| Kinesiske kalender   | 3856 – 3857 己卯 – 庚辰 |
| Etiopisk kalender    | 1152 – 1153             |
| Jødisk kalender      | 4920 – 4921             |
| Hindukalendere       |                         |
| - Vikram Samvat      | 1215 – 1216             |
| - Shaka Samvat       | 1082 – 1083             |
| - Kali Yuga          | 4261 – 4262             |
| Iransk kalender      | 538 – 539               |
| Islamisk kalender    | 555 – 556               |

Konge i Danmark: Valdemar den Store enekonge fra 1157-1182
Se også 1160 (tal)

## Dødsfald
- * Adelard af Bath - Engelsk videnskabsmand og filosof